# Sumaya Farhat-Naser

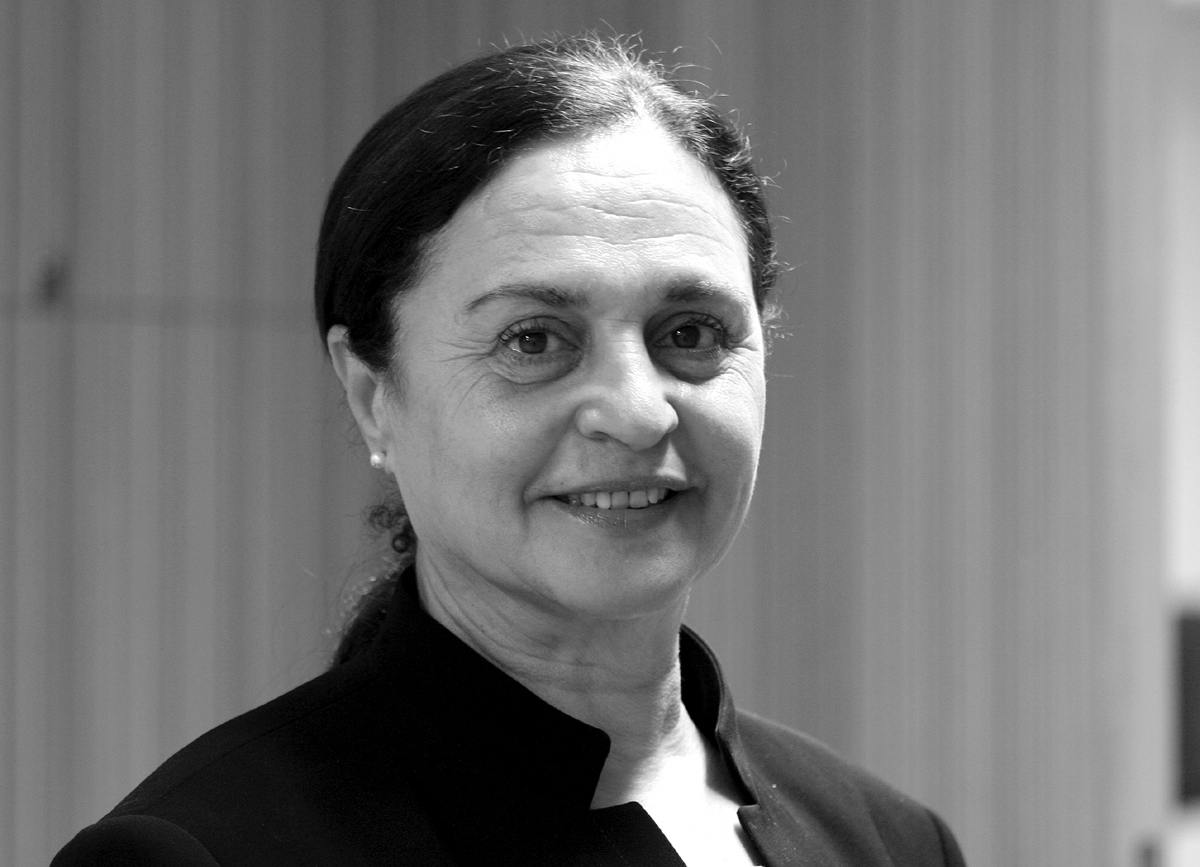
Sumaya Farhat-Naser Anfang 2008

Sumaya Farhat-Naser (arabisch سمية فرحات ناصر Sumayya Farhat Nasir, DMG Sumaiya Farḥāt Nāṣir); (* 11. Juni 1948 in Bir Zait bei Jerusalem) ist eine palästinensische Friedensvermittlerin im Westjordanland und Buchautorin.

## Leben und Wirken
Die palästinensische Christin besuchte die Internatsschule Talitha Kumi der Kaiserswerther Diakonissen in Bait Dschala bei Bethlehem. Nach dem Abitur studierte sie an der Universität Hamburg Biologie, Geographie und Erziehungswissenschaften, wobei sie vom Evangelischen Studienwerk Villigst gefördert wurde, und promovierte in angewandter Botanik.
1982 bis 1997 war sie Dozentin für Botanik und Ökologie an der palästinensischen Universität Bir Zait. Von 1997 bis 2001 war sie Leiterin des palästinensischen Jerusalem Center for Women, das sich gemeinsam mit der israelischen Gruppierung „Bat Shalom“ für den Frieden engagiert.
Sumaya Farhat-Naser ist bekannt für ihre klaren Meinungsäußerungen gegenüber den Medien und, insbesondere, für ihre verschiedenen Projekte, in denen sie Frauen motiviert, eine Lösung des israelisch-palästinensischen Konfliktes herbeizuführen. In diesen Projekten arbeitet sie mit Methoden der Gewaltfreien Kommunikation. Im deutschsprachigen Raum hält Farhat-Naser regelmäßig Vorträge über ihre Friedensarbeit.
Farhat-Naser ist verheiratet und hat drei Kinder.

## Schriften

### Publikationen
- The Olives of Palestine and its Problems, Birzeit University Press, 1980
- Medical Plants in Occupied Palestine
- The Geographical Situation of the Olive Tree in: Shuun Tanmawiyyeh, Bd. 2 Nr. 1, Jerusalem 1992
- Thymian und Steine. Eine palästinensische Lebensgeschichte. Lenos, Basel 1995; 7. akt. A. 2008, ISBN 978-3-85787-719-3; ausgewählt als Ein Buch für die Stadt 2012 in Köln und der Kölner Region.
- Verwurzelt im Land der Olivenbäume. Eine Palästinenserin im Streit für den Frieden. Lenos, Basel 2002, ISBN 3-85787-326-4; als Taschenbuch: ebd. 2005, ISBN 3-85787-688-3
- Disteln im Weinberg. Tagebuch aus Palästina. Nachwort von Ernest Goldberger, Lenos, Basel 2007, ISBN 978-3-85787-716-2
- Im Schatten des Feigenbaums. Lenos, Basel 2013, ISBN 978-3-85787-436-9
- Ein Leben für den Frieden, Lesebuch aus Palästina. Lenos, Basel 2017, ISBN 978-3-85787-479-6

### Presse
- „‚In unserer Existenz mehr und mehr bedroht‘. Die Palästinenserin Sumaya Farhat-Naser im Gespräch mit Dolores Bauer.“ In: Die Furche, Nr. 13, 2002.
- Dankrede Hermann Kesten-Preis 2002. In: Die Zeit, Nr. 5, 2003.

## Auszeichnungen
- 1989 Ehrendoktorwürde der Theologischen Fakultät der Universität Münster
- 1995 Bruno-Kreisky-Preis für Verdienste um die Menschenrechte
- 1997 Mount Zion Award für die Versöhnung
- 1997 Evangelischer Buchpreis
- 2000 Augsburger Friedenspreis
- 2002 Hermann-Kesten-Preis des P.E.N.-Zentrums
- 2002 Bremer Solidaritätspreis
- 2003 Profax-Preis der Pädagogischen Hochschule Zürich
- 2011 AMOS-Preis der Offenen Kirche (OK).[2]